# Ивановский сельсовет (Оренбургский район)
Ивановский сельсовет — сельское поселение в Оренбургском районе Оренбургской области Российской Федерации.
Административный центр — село Ивановка.

## История
24 сентября 2004 года в соответствии с законом Оренбургской области № 1472/246-III-ОЗ образовано сельское поселение Ивановский сельсовет, установлены границы муниципального образования.

## Население
| 2010  | 2012  | 2013  | 2014    | 2015  | 2016  | 2017  |
| ----- | ----- | ----- | ------- | ----- | ----- | ----- |
| 2216  | ↗2373 | ↗2667 | ↗3148   | ↗4040 | ↗5028 | ↗6129 |
| 2018  | 2019  | 2020  | 2021    |       |       |       |
| ↗7045 | ↗7868 | ↗8312 | ↗11 800 |       |       |       |

## Состав сельского поселения
| № | Населённый пункт | Тип населённого пункта       | Население |
| - | ---------------- | ---------------------------- | --------- |
| 1 | Ивановка         | село, административный центр | ↗11 800   |